# Alfredo Montelibano jr.
Alfredo Montelibano jr. (7 januari 1933 - 2 januari 2008) was een Filipijns politicus.

## Biografie
Alfredo Montelibano jr. werd geboren op 7 januari 1934. Zijn ouders waren politicus en suikermagnaat Alfredo Montelibano sr., de eerste burgemeester van de stad bacolod en minister van defensie en Corazon Locsin. 
Montelibano was meer vicepresident van de organisatie van Gouverneurs van de Filipijnen, president van de nationale federatie van suikerrietplantagehouders en een van de oprichters van Sugar Industry Foundation Inc.
Tevens was Montelibano van 2 januari 1968 tot 12 april 1986 gouverneur van de provincie Negros Occidental. Daarna was hij van 1988 tot 1995 burgemeester van Bacolod, een van de grootste steden van Negros. 
Montelibano overleed op 2 januari 2008 aan de gevolgen van een hartstilstand in het Riverside Medical Center in Bacolod. Bij Montelibano was in april 2007 kanker vastgesteld. Hij was getrouwd met Jhay Montelibano en kreeg met haar vijf kinderen. 